# Hylaeonympha magoi
Hylaeonympha magoi – gatunek ważki z rodziny łątkowatych (Coenagrionidae); jedyny przedstawiciel rodzaju Hylaeonympha. Znany jedynie z miejsca typowego w południowej Wenezueli, choć możliwe, że jest szerzej rozprzestrzeniony.